# Mensenkinderen
Mensenkinderen is een Nederlandse band opgericht door de singer-songwriter Bas van Nienes. De muziek van Mensenkinderen kan ook wel worden aangeduid als indiepop. Behalve van Mensenkinderen is Bas van Nienes ook bekend van het popduo Anderson, The Spirit That Guides Us en How to throw a Christmas party. Veel van de nummers van Mensenkinderen hebben een christelijke ondertoon, maar zelden expliciet.

## Geschiedenis
In 2011 begon Bas van Nienes met het project Mensenkinderen en bracht in de winter van 2012 het album Het land dat ooit vol eerbied zong uit. De inspiratie voor dit album haalde hij uit oude gedichten en hersenspinsels. Dit sloeg aan bij het publiek en op 1 september 2011 tekende Mensenkinderen bij het platenlabel Volkoren. Mensenkinderen werd nog geen week later door 3VOOR12 uitgeroepen tot Hollands Nieuwe. Op 26 februari 2012 werd het eerste album Het land dat ooit vol eerbied zong op cd uitgebracht. De cd-release verliep gelijktijdig met die van een andere band van het platenlabel, genaamd ME.
Na positieve recensies van onder meer OOR, 3VOOR12, het Nederlands Dagblad en een aantal Zweedse sites kwam Mensenkinderen in de zomer van 2012 met een ep getiteld Kleurplaat. Deze ep bevatte 13 remixes, die alle een eigen kleur van de regenboog moeten uitbeelden. Van deze ep was er een beperkte oplage van 250 stuks met elk een kleurplaat en een potlood erin.
Sinds 2017 brengt Mensenkinderen onder de serietitel 'Liedboek der Mensenkinderen' albums uit met daarop bewerkte teksten uit het Liedboek der Kerken op nieuwe melodieën. 

## Discografie

### Albums
- Het land dat ooit vol eerbied zong (26 februari 2012)
- Kleurplaat (ep, 17 september 2012)
- Het lied van schijn en wezen (4 april 2014)
- Liedboek der Mensenkinderen: Geef kostbaar licht (1 maart 2017)
- Liedboek der Mensenkinderen: Wij leven van de wind (2018)
- Liedboek der Mensenkinderen: Die ver is, is nabij (2020)

### Groot Nieuws Radio Top 1008
| Nummers met noteringen in de Groot Nieuws Radio Top 1008 | Nummers met noteringen in de Groot Nieuws Radio Top 1008 | Nummers met noteringen in de Groot Nieuws Radio Top 1008 | Nummers met noteringen in de Groot Nieuws Radio Top 1008 | Nummers met noteringen in de Groot Nieuws Radio Top 1008 | Nummers met noteringen in de Groot Nieuws Radio Top 1008 | Nummers met noteringen in de Groot Nieuws Radio Top 1008 | Nummers met noteringen in de Groot Nieuws Radio Top 1008 | Nummers met noteringen in de Groot Nieuws Radio Top 1008 | Nummers met noteringen in de Groot Nieuws Radio Top 1008 | Nummers met noteringen in de Groot Nieuws Radio Top 1008 |
| Lied                                                     | '11                                                      | '12                                                      | '13                                                      | '14                                                      | '15                                                      | '16                                                      | '17                                                      | '18                                                      | '19                                                      | '20                                                      |
| -------------------------------------------------------- | -------------------------------------------------------- | -------------------------------------------------------- | -------------------------------------------------------- | -------------------------------------------------------- | -------------------------------------------------------- | -------------------------------------------------------- | -------------------------------------------------------- | -------------------------------------------------------- | -------------------------------------------------------- | -------------------------------------------------------- |
| Geef kostbaar licht                                      | *                                                        | *                                                        | *                                                        | *                                                        | *                                                        | *                                                        | 438                                                      | 962                                                      | 790                                                      | 824                                                      |
| Gij die alles hebt gedragen                              | *                                                        | *                                                        | *                                                        | *                                                        | *                                                        | *                                                        | 642                                                      | -                                                        | -                                                        | -                                                        |
| Hierheen                                                 | *                                                        | *                                                        | *                                                        | 68                                                       | 123                                                      | 388                                                      | -                                                        | -                                                        | -                                                        | -                                                        |
| Licht dat vol van zegen is                               | *                                                        | *                                                        | *                                                        | *                                                        | *                                                        | *                                                        | 894                                                      | 611                                                      | -                                                        | -                                                        |
| Kinderen we drinken op het vaderland                     | *                                                        | 892                                                      | 188                                                      | 312                                                      | 707                                                      | -                                                        | -                                                        | -                                                        | -                                                        | -                                                        |
| Morgenglans                                              | *                                                        | *                                                        | *                                                        | *                                                        | *                                                        | *                                                        | *                                                        | *                                                        | *                                                        | 931                                                      |
| Plastic Bijbel                                           | *                                                        | 142                                                      | 801                                                      | 677                                                      | -                                                        | -                                                        | -                                                        | -                                                        | -                                                        | -                                                        |
| Wij leven van de wind (ft. Mariecke Borger)              | *                                                        | *                                                        | *                                                        | *                                                        | *                                                        | *                                                        | *                                                        | 517                                                      | 304                                                      | 252                                                      |

* Lied was in dit jaar nog niet uitgebracht.